# غرور و تعصب (فیلم ۱۹۵۷)
غرور و تعصب، یا غرور و شهوت (The Pride and the Passion) یک فیلم جنگی آمریکایی متعلق به دوران ناپلئون محصول سال ۱۹۵۷ در سبک تکنی‌کالر از یونایتد آرتیستس به تهیه کنندگی و کارگردانی استنلی کریمر و با بازی کری گرانت، فرانک سیناترا و سوفیا لورن است. در این فیلم تئودور بیکل و جی نووللو همبازی هستند.
داستان فیلم مربوط به یک افسر توپخانه نیروی دریایی بریتانیا است که دستور دارد یک توپ محاصره بزرگ را از اسپانیا پس بگیرد و آن را با کشتی به نیروهای بریتانیا منتقل کند. اما ابتدا رهبر چریک های اسپانیایی می خواهد اسلحه ۱٬۰۰۰ کیلومتر (۶۲۰ مایل) را منتقل کند در سراسر اسپانیا برای کمک به بازپس گیری شهر آبیلا از اشغالگران فرانسوی قبل از اینکه او آن را به انگلیسی ها آزاد کند. بیشتر فیلم به سختی‌های حمل توپ به آبیلا از طریق رودخانه‌ها و کوه‌ها می‌پردازد و در عین حال از نیروهای فرانسوی اشغالگر که دستور پیدا کردن آن را دریافت کرده‌اند نیز فرار می‌کند. داستان فرعی مربوط به مبارزه برای عشق زن اسپانیایی خوانا (لورن) توسط دو قهرمان مرد است.
داستان فیلم و فیلمنامه ادنا آنهالت و ادوارد آنهالت بر اساس رمان ۱۹۳۳ تفنگ  اثر سی اس فارستر است. ارل فلتون در بازنویسی فیلمنامه بدون اعتبار مشارکت داشت، جورج آنتیل آهنگ موسیقی را ساخت و سال بس دنباله عنوان آغازین را طراحی کرد.
موسیقی فیلم آخرین اثر مهم جورج آنتیل بود که زمانی به عنوان «پسر بد موسیقی» در دهه ۱۹۲۰ شناخته می‌شد.

## خلاصه
در طول جنگ شبه جزیره ، ارتش ناپلئون بر اسپانیا غلبه کرد. یک توپ محاصره عظیم، متعلق به ارتش اسپانیا، زمانی که عقب نشینی ارتش را کند می کند، رها می شود.  سواره نظام فرانسوی برای یافتن آن اعزام می شوند.
بریتانیا، متحد اسپانیا، یک افسر مهمات نیروی دریایی سلطنتی به نام کاپیتان آنتونی ترامبول را می فرستد تا توپ بزرگ را پیدا کند و ببیند که قبل از بازیابی توسط فرانسوی ها به نیروهای بریتانیا تحویل داده می شود. با این حال، هنگامی که ترامبول به مقر اسپانیا می رسد، متوجه می شود که آنجا تخلیه شده است و اکنون توسط یک گروه چریکی به رهبری میگل که از فرانسه متنفر است، اشغال شده است. میگل محل توپ رها شده را در پایین یک دره شیب دار به ترامبول نشان می دهد. او می‌گوید تنها در صورتی به حرکت این تفنگ بزرگ کمک می‌کند که برای اولین بار در مقابل دیوارهای مستحکم آبیلا ، که میگل در گرفتن آن وسواس دارد، استفاده شود. در طول معاشرت، این دو مرد از یکدیگر بیزار می شوند. یکی از دلایل دشمنی آنها معشوقه میگل، خوانا است که عاشق ترامبول می شود.
در همین حال، ژنرال سادیست ژووه، فرمانده فرانسوی در آویلا، دستور اعدام گروگان‌های اسپانیایی را صادر می‌کند که اطلاعات مربوط به محل اختفای توپ را تحویل نمی‌دهند. توپ در واقع بازیابی شده است و سفری سخت را در جهت آویلا انجام می دهد.
گروه چریکی که صفوف آنها به طور قابل توجهی افزایش یافته است، زمانی که ژنرال ژووه توپخانه ای را در یک گذرگاه کوهستانی مستقر می کند که باید برای رسیدن به آبیلا از آن استفاده کند، تقریباً توپ را از دست می دهد. با کمک مردم محلی، گروه با وجود تلفات سنگین، توپ را از میان می‌برد، اگرچه از دامنه تپه‌ای طولانی غلت می‌خورد و آسیب می‌بیند و تا حدی از کالسکه حمل و نقل خود پیاده می‌شود.
این توپ در حالی که تعمیر می شود، در داخل یک کلیسای جامع پنهان می شود. پس از آن، در طول یک راهپیمایی مذهبی هفته مقدس کاتولیک ها به عنوان یک سکوی راهپیمایی زینتی مبدل می شود تا آن را از کنار فرانسویان اشغالگر عبور دهند. با این حال، افسران فرانسوی از محل کلیسای جامع توپ مطلع می شوند، اما تا رسیدن آنها، تعمیر و جابجایی آن انجام شده است و هیچ اثری از وجود آن باقی نمانده است.
هنگامی که توپ در نهایت به اردوگاه چریک ها در دشت های خارج از آبیلا می رسد، ترامبول و میگل آماده حمله به شهر می شوند. با این حال، آبیلا با دیوارهای مستحکم ، هشتاد توپ و پادگانی از نیروهای فرانسوی محافظت می شود. ترامبول به نیروهای چریکی توضیح می دهد که نیمی از آنها توسط انواع مختلف شلیک توپخانه فرانسوی و شلیک تفنگ گروهی در طول موج حمله آنها کشته خواهند شد. بعداً سعی می کند خوانا را متقاعد کند که در نبرد شرکت نکند، اما روز بعد او با مردان می رود.
ترامبول بارها و بارها توپ بزرگ محاصره را شلیک می کند، گلوله جامد بزرگ آن به بخشی از دیوار بلند آبیلا اصابت می کند و به آرامی تخریب می کند. علیرغم متحمل شدن خسارات سنگین هنگام پیشروی، چریک ها از دیوار شکسته شده شهر عبور می کنند و نیروهای فرانسوی را زیر پا می گذارند. ژنرال ژووه کشته می شود و آخرین سربازان فرانسوی در میدان شهر هجوم آورده و کشته می شوند. پس از نبرد، ترامبول با خوانا در حال مرگ خداحافظی می کند و سپس جسد میگل را در پای مجسمه قدیس سانتا ترسا قرار می دهد. ترامبول پس از ایمن کردن توپ بزرگ برای سفر طولانی آن به انگلستان، آبیلا را با خاطرات دردسرساز ماجراجویی هایش در سراسر اسپانیا ترک می کند.

## بازیگران
- کری گرانت در نقش کاپیتان آنتونی ترامبول، نیروی دریایی بریتانیا
- فرانک سیناترا در نقش میگل
- سوفیا لورن در نقش خوانا
- تئودور بیکل در نقش ژنرال ژووه
- جان ونگراف در نقش سرمین
- جی نوولو در نقش بالینگر
- خوزه نیتو در نقش کارلوس
- فیلیپ ون زانت در نقش سرهنگ ویدال
- کارلوس کاساراویا
- بارتا باری